# BFC Daugavpils
BFC Daugavpils (łot. Bērnu Futbola Centrs Daugavpils) – łotewski klub piłkarski, mający siedzibę w Dyneburgu, w południowo-wschodniej części kraju.

## Historia
Chronologia nazw:
- 2009–2012: FC Ditton-Daugava Daugavpils
- 2012–...: BFC Daugavpils

Klub został założony 11 grudnia 2009 roku jako FC Ditton-Daugava Daugavpils. W 2010 zespół debiutował w pierwszej lidze. W 2012 zmienił nazwę na BFC Daugavpils (Dziecięcy Piłkarski Centrum Daugavpils). W sezonie 2013 uplasował się na 1. miejscu i po raz pierwszy zdobył awans do najwyższej ligi Mistrzostw Łotwy.

## Sukcesy

### Trofea międzynarodowe
Nie uczestniczył w rozgrywkach europejskich (stan na 01-03-2014).

### Trofea krajowe
| \| \| Zdobyte trofea w rozgrywkach Łotwy (stan na: 24-03-2014) \| |                                                          |      |            |
| Rozgrywki                                                         | Osiągnięcie                                              | Razy | Sezon(y)   |
| Mistrzostwo                                                       | I miejsce                                                | 0    |            |
| Mistrzostwo                                                       | II miejsce                                               | 0    |            |
| Mistrzostwo                                                       | III miejsce                                              | 0    |            |
| Mistrzostwo                                                       | ? miejsce                                                | 1    | 2014       |
| · Puchar                                                          | zdobywca                                                 | 0    |            |
| · Puchar                                                          | finalista                                                | 0    |            |
| · Puchar                                                          | 1/8 finału                                               | 2    | 2012, 2013 |
| II liga                                                           | I miejsce                                                | 2    | 2013, 2018 |
| II liga                                                           | II miejsce                                               | 0    |            |
| II liga                                                           | III miejsce                                              | 1    | 2017       |
| Łotwa                                                             | Zdobyte trofea w rozgrywkach Łotwy (stan na: 24-03-2014) |      |            |

## Europejskie puchary
Legenda do wszystkich tabel:
- Q – runda eliminacyjna, 1/16, 1/8, 1/4, 1/2 – odpowiednia faza rozgrywek, Grupa – runda grupowa, 1r gr – pierwsza runda grupowa, 2r gr – druga runda grupowa, F – finał, R – runda, PO – play-off
- k. – rzuty karne, los. – losowanie, Dogr. – dogrywka, w. – zasada bramek strzelonych na wyjeździe

| Sezon   | Rozgrywki        | Runda | Klub        | Dom | Wyjazd | Ogólnie |
| ------- | ---------------- | ----- | ----------- | --- | ------ | ------- |
| 2025/26 | Liga Konferencji | 1Q    | KF Vllaznia | 2–4 | 1–0    | 3–4     |

## Stadion
Klub rozgrywa swoje mecze domowe na stadionie Celtnieks w mieście Dyneburg, który może pomieścić 3980 widzów.